# Instituto Max Planck para la Ciencia de la Luz
El Instituto Max Planck para la Ciencia de la Luz (MPL) realiza investigación básica en metrología óptica, comunicación óptica, nuevos materiales ópticos, plasmónica y nanofotónica y aplicaciones ópticas en biología y medicina. Forma parte de la Sociedad Max Planck y se fundó el 1 de enero de 2009 en Erlangen, cerca de Núremberg. El instituto se basa en el Grupo de Investigación Max Planck "Óptica, Información y Fotónica", fundado en 2004 en la Universidad de Erlangen-Núremberg, como precursor. El instituto comprende actualmente cuatro divisiones.

## Estructura
Actualmente, el instituto está organizado en cuatro divisiones, cada una dirigida por un director con los mismos derechos. Los investigadores del instituto cuentan con el apoyo de varias unidades de desarrollo tecnológico y de servicios científicamente activas. También alberga varios Grupos de Investigación Max Planck que son independientes de las divisiones desde el punto de vista organizativo. El MPL alberga una Escuela Internacional de Investigación Max Planck de Física de la Luz. Mediante el nombramiento de los directores y profesores afiliados como catedráticos de universidad, a través de varios grupos afiliados y la participación en escuelas de postgrado, se mantiene una colaboración entre el MPL y la Universidad de Erlangen-Núremberg.

### División Russell - "Fibras de cristal fotónico"
La división "Fotónica y Nuevos Materiales" está dirigida por el Prof. Philip St. J. Russell. El ganador del prestigioso Premio Europeo de Ciencias Körber recibió la cátedra Alfried Krupp von Bohlen und Halbach con su traslado de la Universidad de Bath a Erlangen. La división investiga nuevos materiales ópticos, especialmente fibras de cristal fotónico. 

### División Marquardt - "Teoría"
La división teórica está dirigida por Florian Marquardt. La investigación de la división se centra principalmente en la interacción luz-materia; los temas que se tratan incluyen la optomecánica de cavidades y la interacción de la radiación electromagnética con qubits, así como la física de muchos cuerpos.

### División Sandoghdar - "Nanoóptica"
En 2010, el profesor Vahid Sandoghdar fue nombrado tercer director del Instituto Max Planck para la Ciencia de la Luz. Sandoghdar, que anteriormente trabajó en ETH Zurich, recibió la prestigiosa cátedra Alexander von Humboldt en la Universidad de Erlangen-Núremberg. Sus campos de interés comprenden la nanoóptica, la biofotónica y la plasmónica.

### División Guck - "Optomecánica biológica"
El 1 de octubre de 2018 Jochen Guck fue nombrado Director de la nueva División "Optomecánica Biológica". Su equipo realizará investigación básica en el campo de la biofísica y en la interfaz entre física y medicina. En los próximos años, Guck se trasladará al Max Planck Zentrum für Physik und Medizin (MPZ-PM), que se está construyendo en colaboración con la Universidad Friedrich-Alexander de Erlangen-Nuernberg y el Hospital Universitario de Erlangen.

### Grupos de investigación independientes
- Grupo Leuchs Emeritus: Óptica e Información [5]
- Grupo de Investigación Chekhova: Fibras de cristal fotónico y cuántico [6]
- Grupo de Investigación Joly: Fibra óptica microestructurada [7]
- Grupo de Investigación en Genes: Interfaces luz-materia [8]
- Grupo de Investigación Viola-Kusminskiy: Teoría de sistemas híbridos para tecnologías cuánticas [9]
- Grupo de Investigación Singh: Microendoscopia [10]
- Grupo de investigación Christoph Marquardt: procesamiento de información cuántica [11]
- Grupo de investigación Stiller: Optoacústica cuántica [12]
- Grupo de investigación Fattahi: camposcopía molecular de femtosegundo [13]
- Grupo de Investigación Del'Haye : Microfotónica [14]
- Grupo de investigación Zieske [15]

### Unidades de Servicios y Desarrollo Tecnológico
- TDSU 1: Micro y nanoestructuración
- TDSU 2: Tecnologías ópticas
- TDSU 3: Estudio de fabricación de fibra y vidrio.
- TDSU 4: Sistemas de laboratorio en un chip [16]

### Antiguos grupos de investigación
- Grupo de investigación "Óptica cuántica integrada", dirigido por Christine Silberhorn,
- Grupo de investigación "Nanoestructura fotónica no lineal", dirigido por Fabio Biancalana,
- Grupo de investigación "Teoría de la información cuántica óptica", dirigido por Peter van Loock,
- Grupo de becarios Max Planck "Física del láser y fotónica", dirigido por el Prof. Dr. Lijun Wang, centrado en mediciones ópticas de alta precisión.

### Max Planck - Centro de Fotónica Cuántica y Extrema de la Universidad de Ottawa
Max Planck - University of Ottawa Centre for Extreme and Quantum Photonics" ofrece una plataforma para una estrecha cooperación e intercambio científico entre uOttawa y la Sociedad Max Planck. Desde 2012, uOttawa y el Instituto Max Planck para la Ciencia de la Luz han mantenido una intensa colaboración en materia de investigación a través de intercambios de estudiantes y personal, talleres internacionales y proyectos de investigación conjuntos. Se hace especial hincapié en el desarrollo de fuentes láser de muy alta intensidad, el desarrollo de métodos ópticos relevantes para la ciencia de la información cuántica y la fabricación de componentes para fotónica clásica y cuántica.

## Historia

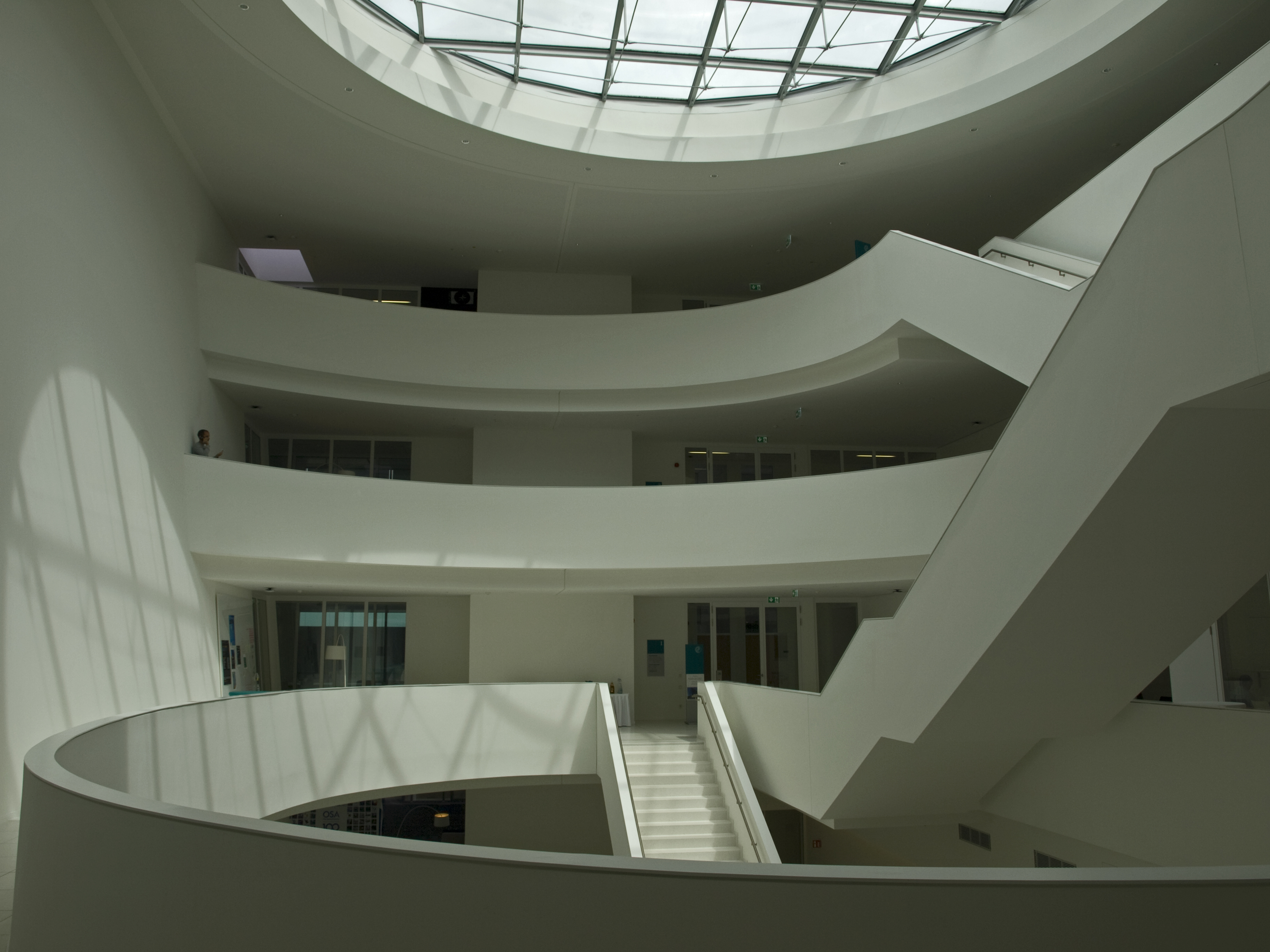
El interior del edificio

El objetivo de los Grupos de Investigación Max Planck (MPRG) en varias universidades es fortalecer la red entre universidades e institutos de la Sociedad Max Planck.
En 2004, la Sociedad Max Planck creó un nuevo Grupo de Investigación Max Planck, "Óptica, Información y Fotónica", en la Universidad Friedrich-Alexander de Erlangen-Núremberg para impulsar la colaboración entre esa universidad y la Sociedad Max Planck. En junio de 2008, tras una evaluación, el senado de la Sociedad Max Planck decidió convertir este grupo en un instituto Max Planck, fundando así el "Instituto Max Planck para la Ciencia de la Luz" (en alemán "Max-Planck-Institut für die Physik des Lichts"), con efecto a partir del 1 de enero de 2009.
En 2016 se inauguró el nuevo edificio. El proyecto fue realizado por el estudio de arquitectura de Múnich Fritsch + Tschaidse Architekten GmbH.